# Parepisparis virgatus
Parepisparis virgatus hay bướm đêm xoắn nâu là một loài bướm đêm thuộc họ Geometridae. Loài này được Malcolm J. Scoble và Edward David Edwards mô tả lần đầu tiên vào năm 1990. Nó được tìm thấy ở New South Wales và Victoria ở Úc.

## Hình ảnh

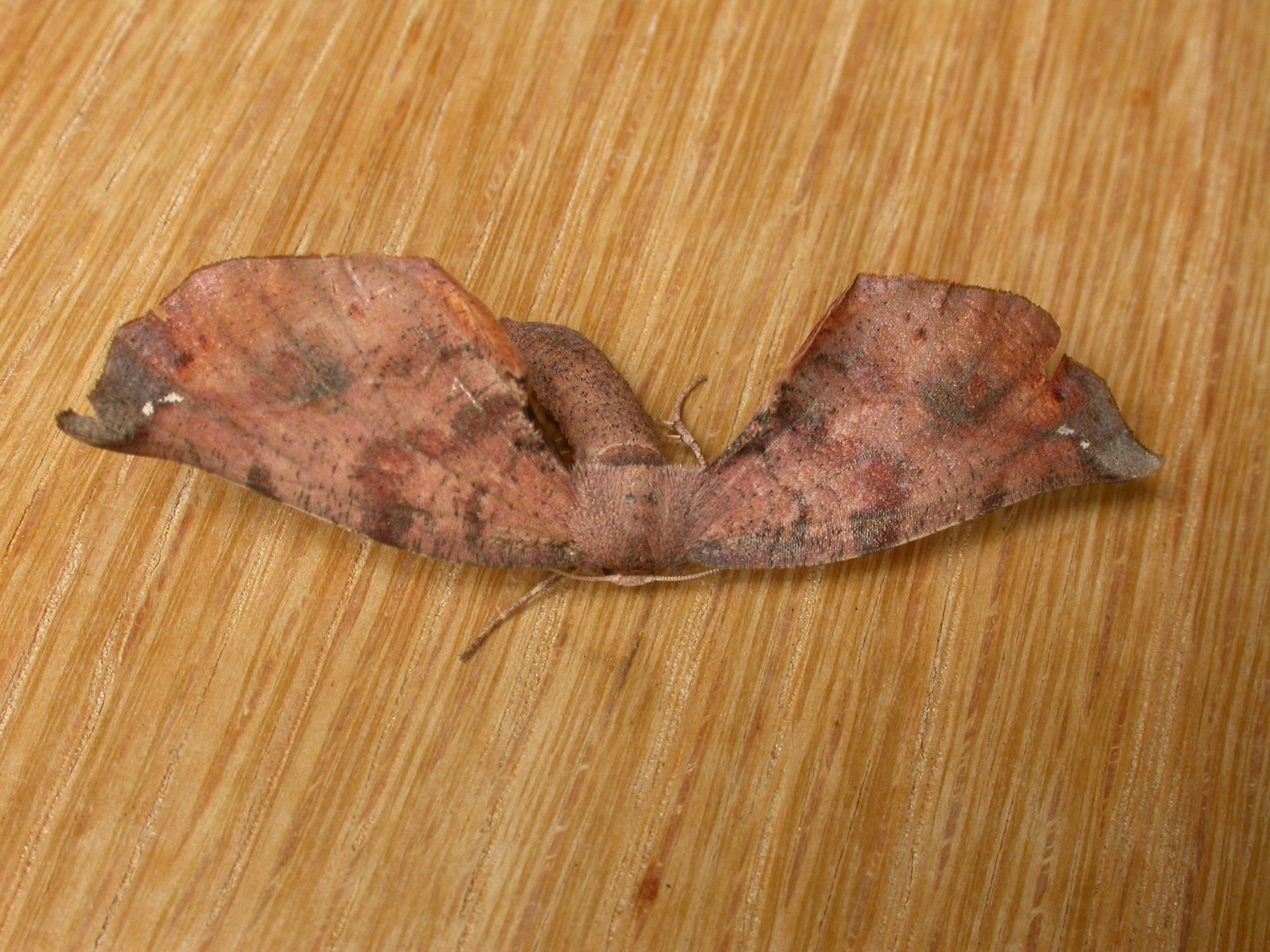
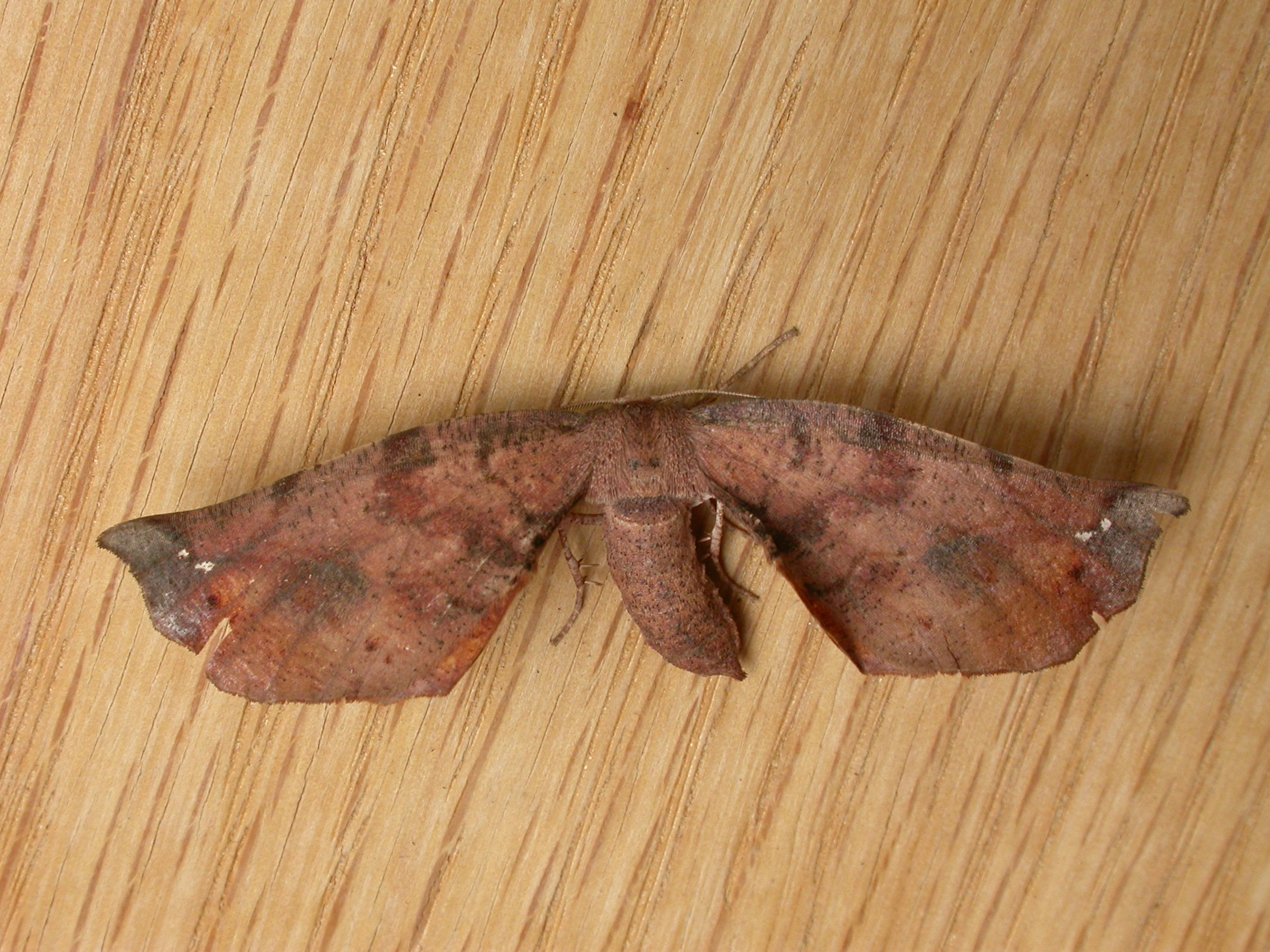
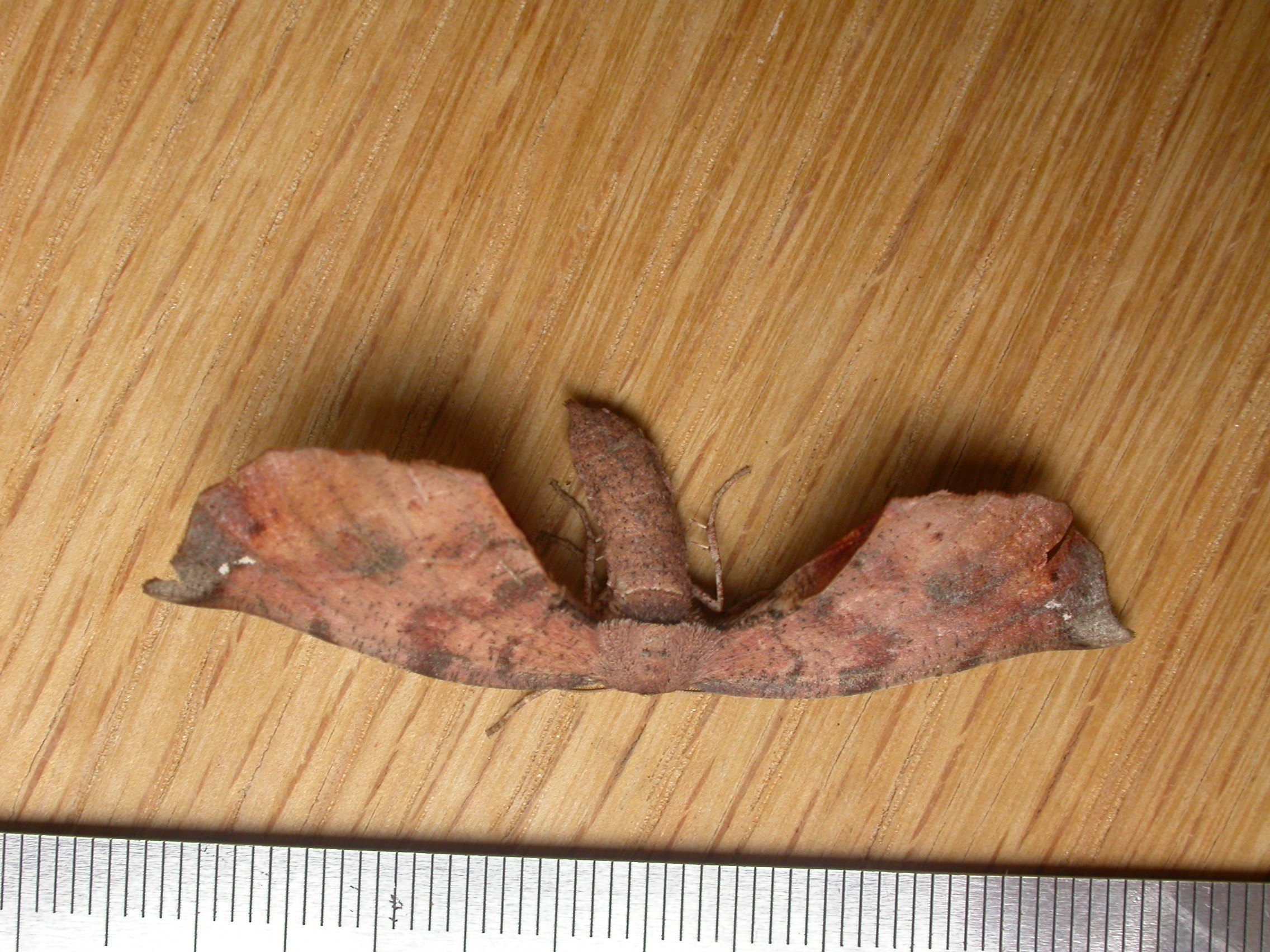